# Паушек, Лукаш
Лу́каш Па́ушек (словац. Lukáš Pauschek; 9 декабря 1992, Братислава) — словацкий футболист, защитник братиславского «Слована».

## Клубная карьера
Является воспитанником братиславского «Слована», где играл в юношеских командах.
Перед весенней частью сезона 2010/11 тогдашний тренер первой команды Карел Яролим включил игрока в свою команду. Лукаш дебютировал за основную команду в 19-м туре чемпионата в дерби против «Спартака Трнава» (3:1), которое состоялось 25 февраля 2011 года, сыграв 80 минут. В общей сложности до конца сезона 2010/11 он сыграл в составе «Слована» 12 игр чемпионата и еще три игры в Кубке Словакии, выиграв оба трофея.
Свой первый и единственный гол за клуб забил 10 марта 2013 в матче чемпионата против «Нитры», когда на 89-й минуте, вскоре после выхода на поле, установил окончательный счет игры — 3:0. В том сезоне 2012/13 он снова выиграл «золотой дубль» со «Слованом», сыграв 25 игр в чемпионате и 4 в национальном кубке.
В июне 2013 года он согласился переехать в Чехию, где подписал четырёхлетний контракт с пражской «Спартой». Дебютировал за новую команду в матче квалификации Лиги Европы 2013/14 18 июля 2013 против шведской команды «Хеккен», в котором в гостях «Спарта» не сохранила преимущество в два мяча и сыграла вничью 2:2. Через неделю он сыграл и в ответном матче, который его команда проиграла со счетом 0:1 и выбыла из этого соревнования. Осенью того же года он сыграл в двух поединках Кубка Чехии, который Спарта выиграла в сезоне 2013/14 уже после ухода Паушека, но так ни разу и не сыграл за клуб в чемпионате.
В январе 2014 года Лукаш был отдан в аренду на полгода в другую чешскую команду «Богемианс 1905». В составе этой команды словак наконец-то дебютировал в высшем чешском дивизионе, выйдя в основе 22 февраля 2014 года в 17-м туре в гостевом поединке с командой «Пршибрам» (0:1) и отыграл все девяносто минут. В новой команде Паушек быстро стал основным игроком и перед сезоном 2014/15 аренда в клубе была продлена ещё на один год. Летом 2015 года аренду снова продлили на один сезон, но через полгода досрочно покинул команду. Всего за «Богемианс» он сыграл в общей сложности 56 матчей чемпионата.
В зимнее трансферное окно 2015/16 Паушек вместе с Томашем Пршикрилом перешел из «Спарты» в команду «Млада-Болеслав» в рамках обмена на Ондржея Загустела. Паушек заключил с новой командой контракт до лета 2019 года и дебютировал за нее в чемпионате в 18-м туре против «Спарты» (0:2), своей бывшей команды. Он провёл на поле 53 минуты, прежде чем Ян Калабишка заменил его. Весной 2016 года Паушек дошел с командой до финала Кубка Чехии, где на стадионе «На Стенадлех» помог команде победить «Яблонец» со счётом 2:0 и выиграть трофей.
Свой первый и единственный гол за клуб словак забил 10 марта 2018 в поединке чемпионата с клубом «Зброёвка», когда на 30-й минуте установил окончательный счет игры — 3:0. В январе 2019 года покинул клуб в статусе свободного агента, после чего долгое время оставался без клуба.
Летом 2019 года паушек получил возможность тренироваться с резервной командой родного «Слована», а в октябре того же года он заключил контракт с клубом на полгода[4]. Впервые после возвращения сыграл за клуб в 14-м туре против команды «Сеница» (2:0), выйдя на поле на 83-й минуте вместо Юрия Медведева. В январе 2020 года он подписал новый контракт с братиславским «Слованом» сроком на 2,5 года и помог команде защитить титул чемпиона сезона 2019/20. В том же году он торжествовал со «Слованом» и в Кубке Словакии, таким образом выиграв «золотой дубль».
В следующем году он снова получил с командой эти оба трофея, помогая таким образом команде защитить «золотой дубль» впервые в ее истории.
В сезоне 2021/22 Паушек сыграл в 14 играх чемпионата и помог своему клубу получить четвертый титул подряд, благодаря чему «Слован» стал первым в истории словацкого футбола клубом, сумевшим показать такой результат.

## Карьера в сборной
С 2011 года Лукаш Паушек выступал за молодёжную сборную Словакии во главе с тренером Иваном Галадом, с которым участвовал в квалификации к молодёжному чемпионату Европы 2013 года в Израиле, где Словакия заняла второе место в группе и вышла плей-офф за выход на чемпионат на Нидерланды. Паушек сыграл в обеих играх с голландцами, но они закончились одинаковым поражением 0:2.
Впоследствии принимал участие в отборе к молодёжному чемпионату Европы 2015 года в Чехии, но и здесь его команда не смогла пройти квалификацию, уступив плей-офф Италии (1:1, 1:3).
В августе 2012 года новый тренерский дуэт Станислав Грига и Михал Гипп впервые вызвали Паушека в национальную сборную Словакии на товарищеский матч против Дании. 15 августа в этом матче он дебютировал за сборную, заняв позицию левого защитника, а Словакия победила 3:1.

## Достижения
«Слован» (Братислава)
- Чемпион Словакии (6): 2010/11, 2012/13, 2019/20, 2020/21, 2021/22, 2022/23
- Обладатель Кубка Словакии (4): 2010/11, 2012/13, 2019/20, 2020/21

«Млада-Болеслав»
- Обладатель Кубка Чехии: 2015/16